# Psittacanthus amazonicus
Psittacanthus amazonicus är en tvåhjärtbladig växtart som först beskrevs av Ernst Heinrich Georg Ule, och fick sitt nu gällande namn av J. Kuijt. Psittacanthus amazonicus ingår i släktet Psittacanthus och familjen Loranthaceae. Inga underarter finns listade i Catalogue of Life.